# 新烟草碱
新烟草碱（英語：Anatabine）又称去氢毒藜碱，是一种存在于茄科植物中的微量生物碱。商用烟草中一般含有2-4%（干重）的生物碱，其中尼古丁占据其中90%，剩余10%则包括新烟草碱、降烟碱和假木贼碱（新烟碱）等微量生物碱，这类生物碱是茄科植物用于防御害虫而产生。
新烟草碱在体内外可抑制STAT3蛋白磷酸化，并产生抗炎活性。同时似乎对烟碱型乙酰胆碱受体有活性作用。

## 商业化
美国Star Scientific烟草公司在2014年中之前开发了两款含有新烟草碱的膳食补充剂，并以CigRx和Anatabloc的商品名进行销售。随后旗下子公司Rock Creek制药（Rock Creek Pharmaceuticals）开始将新烟草碱开发为药物，并研究扩大新烟草碱产量的方法，此外还额外资助了其几种适应症的临床前和临床研究。
直到2013年，FDA警告在证明两款膳食补充剂是安全的之前，Star Scientific涉嫌非法推广。受此影响，Rock Creek公司高层发生人员大幅度变更，新高层以及几乎全新的董事会撤回了这两款产品。同年Star Scientific公司陷入政治丑闻，有消息称弗吉尼亚州州长鲍勃·麦克唐纳和其妻子被指控从Star Scientific首席执行官乔尼·威廉姆斯（Jonnie Williams）收受大额贿赂，并反过来推介公司产品作为报答，包括如安排与高层官员会面，以及给予州政府特殊恩惠等。受此事件影响，威廉姆斯于2014年辞去CEO职务，Star Scientific公司于2013年底进行董事会和管理层重组并更名。
然而，威廉姆斯在此事件中辩护所产生的总法律费用超出了公司的财务承受能力，导致公司于2016年申请破产，新烟草碱的研发和临床试验被无限期暂停。

## 医学研究
人们已经在动物模型和细胞中研究新烟草碱是否可能有助于治疗尼古丁成瘾和炎症。并且已对包括阿茲海默症、甲状腺炎、多发性硬化症 在内的炎症特征疾病模型中进行了研究。此外，新烟草碱发现有助于治疗轻中度酒渣鼻。一项基于互联网的调查显示，82% 的用户报告称补充新烟草碱对一种或多种关节疼痛有一定改善作用。